# Иванов, Александр Павлович (искусствовед)
Александр Павлович Ива́нов (1876–1933) — русский искусствовед.

## Биография
Окончил 1-ю петербургскую гимназию (1895) и математическое отделение физико-математического факультета Петербургского университета (1900).
В 1904 году опубликовал статью «Логэ и Зигфрид» — об операх Рихарда Вагнера («Мир искусства», № 6), в которой трактовал искусство как «подвиг освобождения уникальной или заколдованной красоты».
Семья Ивановых была близко знакома с А. Блоком, который посвятил сестре Марии Павловне Ивановой стихотворение «На железной дороге». Блок писал: «А. П. Иванов, действительно, человек совершенно исключительный, как вся семья Ивановых. Оттого только, что живут на свете такие люди, жить легче; в них — опора».
Основной труд жизни Иванова — монография «М. А. Врубель. Опыт биографии», над которой он работал много лет в контакте с женой и сестрой художника (СПб., 1911; К., 1913; П., 1916); по отзыву Блока, так «писалось о старых великих мастерах», «по-старинному благородно и просто». 
В феврале 1912 года И. Э. Грабарь предложил ему написать книгу о Н. К. Рерихе. 7 сентября 1916 года Иванов сообщал о завершении шести глав монографии и начале работы над седьмой.
После Октябрьской революции Иванов некоторое время работал в Министерстве финансов (Наркомфине). 
С 1920 по 1931 г. года — научный сотрудник Государственного Русского музея. В этот период появились его книги: «Н. Рерих» (Л., 1926), «И. Е. Репин» (Л., 1925), «М. А. Врубель» (Л., 1928). В 1931 году он оставил музей по состоянию здоровья.

## Художественные произведения
Единственное опубликованное при жизни художественное произведение А. П. Иванова — повесть «Стереоскоп» (1909), написанная в 1905 году — фантастический «сумеречный рассказ». Герой рассказа проникает через фотографию (с помощью случайно купленного прибора) в прошлое — в мёртвый Петербург своего детства, воскрешает своим появлением застывшие там призраки людей. Тему призрака — «автомата», пробуждаемого к зловещей жизни, Иванов интерпретирует сдержанно и строго. Тревожный колорит повествования, ощущение хронологического барьера, преодоление которого непозволительно, и ряд других деталей навеяны, видимо, атмосферой революции 1905 года. 
В похвальном отзыве Валерий Брюсов писал, что Иванов использовал «тот же метод, к-рый позволяет математикам определять элементы и свойства фигур и тел в различных неэвклидовских пространствах». Блок в письме брату Иванова, Евгению Иванову, говорил, что «Стереоскоп» «вместе с Брюсовской прозой, принадлежит к первым в русской литературе „научным“ опытам искусства… Среди старых писателей намек на эти методы и на этот язык был только у Пушкина».
В 1993 году по черновикам Иванова был опубликован ранее не издававшийся рассказ «Городище», написанный в 1906 году. Герой рассказа видит сцены своей прошлой жизни времён древних русичей находя в реальности подтверждение своим видениям. Рассказ был вдохновлён статьёй «На кургане» Н. К. Рериха.

## Семья
Отец — Павел Александрович Ива́нов — личный дворянин, член правления Волжско-Камского банка.
Мать — Мария Петровна (Угрюмова), происходила из московской купеческой семьи.
Сёстры:
- Клеопатра (дочь от первого брака матери);
- Мария Павловна Иванова.

Братья:
- Пётр Павлович Иванов — учёный, эмбриолог;
- Евгений Павлович Иванов — литератор, философ, богослов)[6].